# Eucalyptus macrandra
Eucalyptus macrandra är en myrtenväxtart som beskrevs av Ferdinand von Mueller och George Bentham. Eucalyptus macrandra ingår i släktet Eucalyptus och familjen myrtenväxter. Inga underarter finns listade i Catalogue of Life.

## Bildgalleri

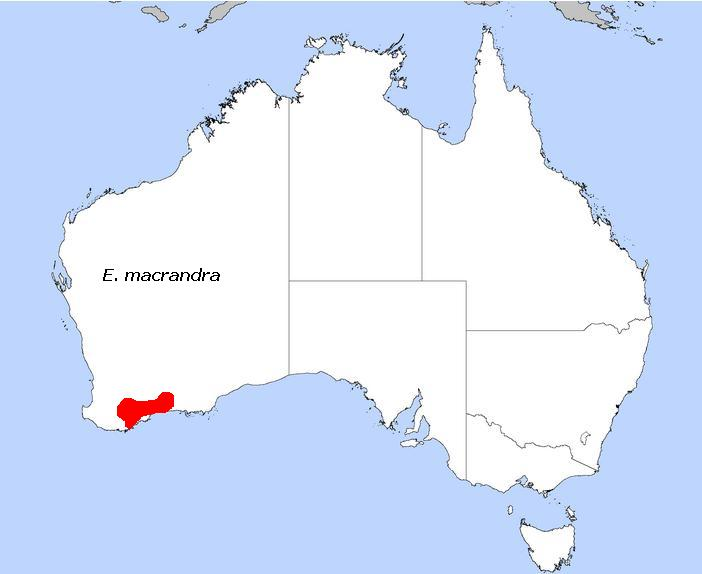